# Estação Araturi
A Estação Araturi é uma estação de Veiculo Leve sobre Trilhos (VLT) localizada na Avenida Contorno Oeste Norte no bairro Araturi, no município de Caucaia, Brasil. Faz parte da Linha Oeste do Metrô de Fortaleza, administrado pela Companhia Cearense de Transportes Metropolitanos (Metrofor).

## Histórico

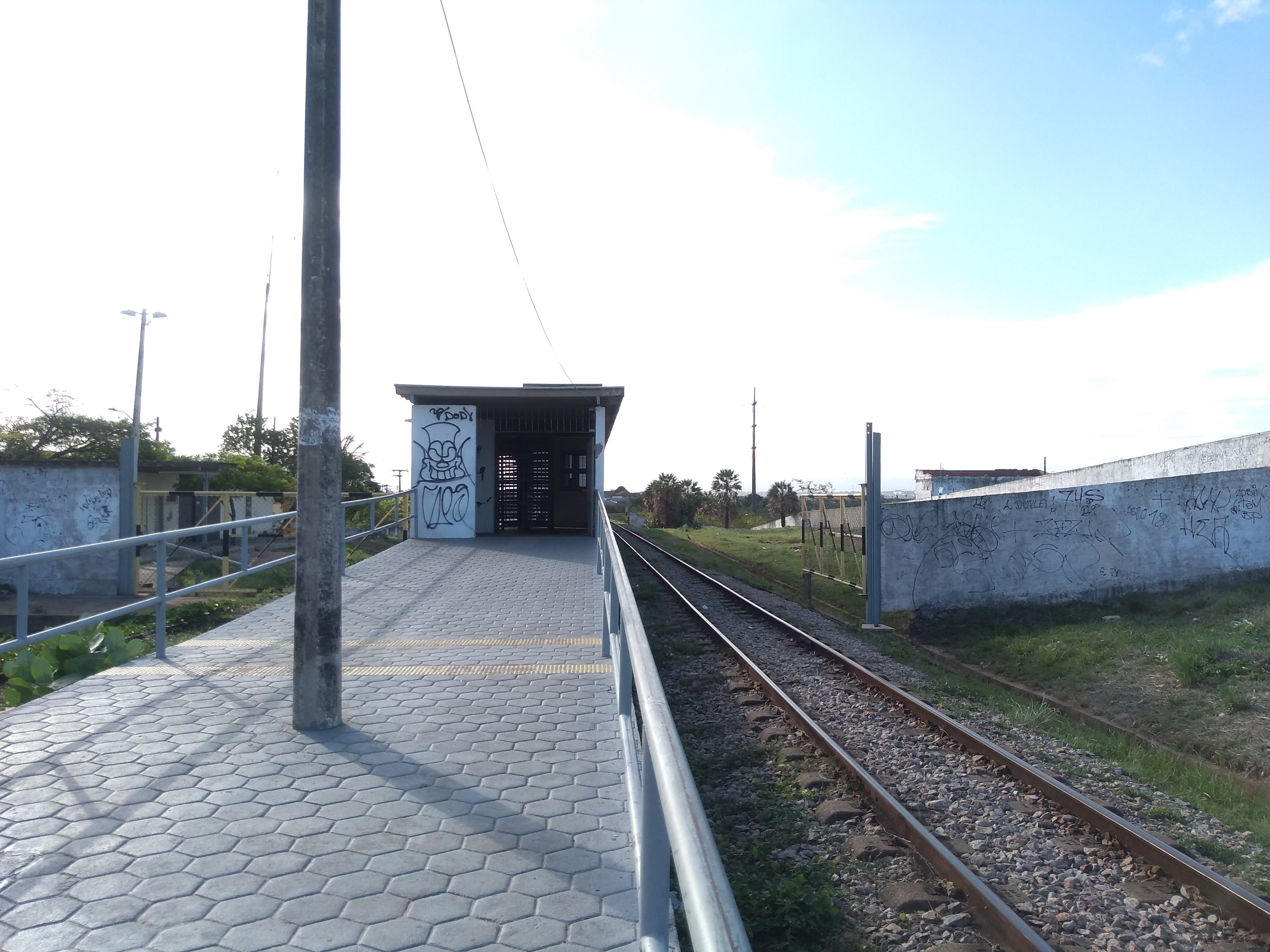
Acesso a estação Araturi.

A historia da estação se mistura com a historia do próprio bairro onde a mesma se localiza, o bairro Araturi. Dividido em duas partes: Araturi Velho e Araturi Novo, o conjunto habitacional que surgiu através de um programa chamado Cohab/CE cresceu bastante tornando-se um grande bairro residencial de grande importância para o município de Caucaia na qual o bairro faz parte.
Quando inaugurado a primeira parte do conjunto se localizava próximo a via ferra ali existente, despertando logo o desejo dos novos moradores da necessidade de uma estação ferroviária ali entre as estações de Caucaia e Jurema já existentes na época.
Dessa forma, os moradores se reuniram e deram início, por contra própria, a construção da nova estação. Assim que foi finalizada as composições que ali passavam começaram a parar no local dando assim o inicio do funcionamento da estação Araturi.
Em 2010 a estação passou por uma reforma juntamente com as demais estações da Linha Oeste, sua antiga bilheteria foi desativada e realocada para um novo local, bem como outras mudanças realizadas em sua estrutura.

## Características
Seguindo o modelo das demais estações da Linha Oeste a estação Araturi possui uma estrutura simples, composta por uma única plataforma central em alvenaria, coberta por um telhado de amianto sustentado por vigas de ferro localizadas ao centro da plataforma. Ao longo da estação estão distribuídos bancos de concreto e lixeiras. Seu acesso é realizado por meio de uma rampa que da acesso a um bloco onde se localiza um pequeno bicicletário, catracas torniquetes para a saída e a bilheteria, onde o usuário após pagar o valor necessário tem acesso a plataforma. Ainda existe após o bloco da bilheteria outro bloco onde se localiza uma pequena sala para uso dos funcionários da estação.   